# Lichmera limbata
El mielero indonesio (Lichmera limbata)  es una especie de ave paseriforme de la familia Meliphagidae.

## Localización
Se distribuye por las islas menores de la Sonda: desde Lombok hasta Flores.